# Баяркаль
Баяркаль (ісп. Bayárcal) — муніципалітет в Іспанії, у складі автономної спільноти Андалусія, у провінції Альмерія. Населення — 358 осіб (2010).
Муніципалітет розташований на відстані близько 380 км на південь від Мадрида, 50 км на північний захід від Альмерії.

## Демографія
Динаміка населення (INE ):